# Blond Ambition World Tour
Blond Ambition World Tour var Madonnas tredje konsertturné. Turnén marknadsförde albumen Like a Prayer och I'm Breathless. Den varade mellan 13 april och 5 augusti 1990.

## Förband
- Technotronic (Nordamerika, en del europeiska länder)
- Fingerprints (Sverige)
- Adele Humphrey (utvalda shower)
- Mysterious Art (Tyskland)

## Spellista
1. "Express Yourself" (innehåller utdrag från "Everybody")
2. "Open Your Heart"
3. "Causing a Commotion"
4. "Where's the Party"
5. "Like a Virgin"
6. "Like a Prayer" (12" Dance Mix - innehåller utdrag från "Act of Contrition")
7. "Live to Tell" / "Oh Father"
8. "Papa Don't Preach"
9. "Sooner or Later"
10. "Hanky Panky"
11. "Now I'm Following You"
12. "Material Girl"
13. "Cherish"
14. "Into the Groove" (innehåller element av "Ain't Nobody Better")
15. "Vogue"
16. "Holiday" (innehåller element av "Do the Bus Stop")
17. "Keep It Together" (innehåller utdrag från "Family Affair")